# Emotion (玉木宏の曲)
「Emotion」（エモーション）は、2004年11月10日に発売された玉木宏の2ndシングル。発売元はR and C。

## 解説
- この曲CDを最後にR and Cからavex traxに移籍する。
- 当時、俳優で低音ボイスという事で福山雅治みたいな声と書かれる事が多かった。

## CDタイプ
- 通常盤 （YRCN-10074）
- 初回限定盤 (YRCN-10073)
  - ジャケットカード2枚封入

## 収録曲

### CD
1. Emotion
  - 作詞：ma-saya、作曲：青木真一
  - CX系「HEY!HEY!HEY!」エンディング・テーマ
2. 記憶
  - 作詞・作曲：青木真一
3. Emotion -Instrumental-
4. 記憶 -Instrumental-